# Ruta 753 (Costa Rica)
La Ruta 753, oficialmente Ruta Nacional Terciaria 753, es una ruta nacional de Costa Rica ubicada en la provincia de Alajuela.

## Descripción
En la provincia de Alajuela, la ruta atraviesa el cantón de San Carlos (el distrito de Cutris).